# Lisa Dergan
Lisa Dergan Podsednik (Corpus Christi, Texas, 10 de agosto de 1970) es una modelo, actriz, persona mediática y comentarista deportiva estadounidense. Fue elegida como Playmate por la revista Playboy en julio de 1998.